# E09
|  | No s'ha de confondre amb E009. |

La ruta europea de classe A E09, E9 o E-9, amb un traçat de 876 km, uneix Barcelona amb Orleans (França) passant per Tolosa. En el seu trajecte s'hi troben els túnels de Vallvidrera, del Cadí i del Pimorent.
L'E09 juntament amb l'E15 i l'E90 són les tres úniques rutes europees que transcorren pels Països Catalans.

## Trams
L'E09 és divideix en els següents trams:

### França
- A71: Orleans - Vierzon
- A20: Vierzon - Châteauroux - Llemotges - Caors - Montalban - Tolosa
- A61: Tolosa - A66 Junction
- A66: A61 Junction - Foix
- N20: Foix - Acs - La Guingueta d'Ix

### Catalunya
- N-152: La Guingueta d'Ix - Puigcerdà
- N-260: Puigcerdà - Queixans
- C-162: Queixans - Riu de Cerdanya
- C-16: Riu de Cerdanya - Berga - Manresa - Terrassa - Barcelona

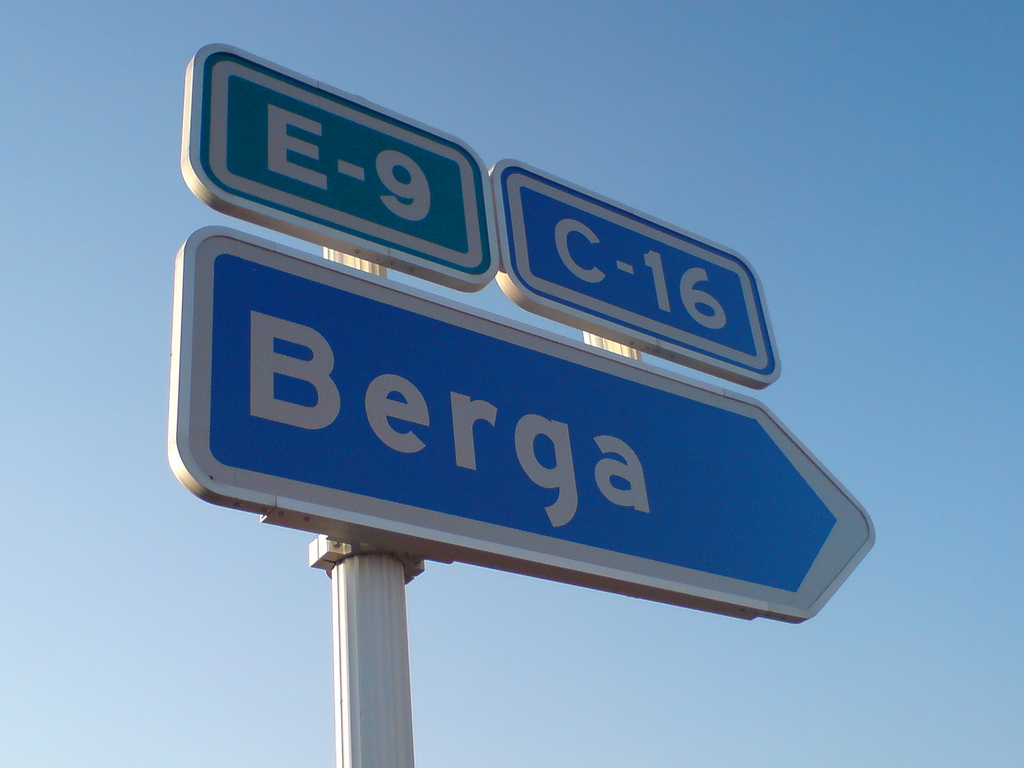
C-16 o E9 a Catalunya

| Ruta Europea E09                             | Ruta Europea E09         | Ruta Europea E09   | Ruta Europea E09            | Ruta Europea E09   | Ruta Europea E09         | Ruta Europea E09   | Ruta Europea E09   | Ruta Europea E09 | Ruta Europea E09 |
| -------------------------------------------- | ------------------------ | ------------------ | --------------------------- | ------------------ | ------------------------ | ------------------ | ------------------ | ---------------- | ---------------- |
| C-16                                         | C-162                    | N-260              | N-152                       |                    | N-20                     | A-66               | A-61               | A-20             | A-71             |
| Barcelona Berga (fi autovia) Riu de Cerdanya | Riu de Cerdanya Queixans | Queixans Puigcerdà | Puigcerdà La Guingueta d'Ix | Catalunya - França | La Guingueta d'Ix Pàmies | Pàmies Vièlhavinha | Vièlhavinha Tolosa | Tolosa Vierzon   | Vierzon Orleans  |